# هينريتش هوفمان
هينريتش هوفمان (بالألمانية: Heinrich Hoffmann)‏ هو طيار مقاتل ألماني، ولد في 8 مارس 1913 في فورمس في ألمانيا، وتوفي في 3 أكتوبر 1941 في ييلنيا في روسيا.